# Supervía Poniente
La Supervía Poniente es una de las autopistas urbanas que existen en la Ciudad de México, conecta la zona de Santa Fe al poniente a través de su conexión con los Puentes de los Poetas, con el Anillo Periférico en su cruce con Avenida Luis Cabrera a través de la Vialidad Elevada Luis Cabrera. Esta autopista urbana atraviesa la complicada orografía del poniente de la Ciudad de México a través de diversos túneles y puentes. La inauguración de la tercera y última sección (de Las Torres a Luis Cabrera, en dirección al Periférico Sur) se realizó el 15 de junio de 2013. La Supervía Poniente atraviesa la calzada de Las Águilas, Avenida Desierto de los Leones y la Avenida Las Torres. Esta mega-obra fue pensada como un medio para resolver los problemas de conectividad que sufre la zona de Santa Fe, sin embargo, hay debate al respecto de su utilidad.

## Trayecto
La Supervía, en su extremo poniente, parte de la conexión con la Avenida de los Poetas en su cruce con Avenida Centenario; después, la vialidad entra en la zona del Parque "Tarango", atravesando el arroyo Puente Grande para encontrarse de frente con la Calzada de las Águilas frente al parque "Las Águilas".
Pasando Calzada de las Águilas atraviesa el arroyo San Ángel Inn e inmediatamente entra en un túnel, pasando debajo de la Av. Desierto de los Leones, saliendo junto a la Universidad Anáhuac para posteriormente entrar a otro túnel saliendo bajo la Av. de las Torres.
Pasando Av. de las Torres vuelve a entrar a un túnel bajo el Parque Ecológico y recreativo La Loma, sale del túnel a la altura de la barranca La Malinche y se vuelve a meter al túnel para pasar debajo de la colonia La Malinche, saliendo finalmente del túnel en Av. Luis Cabrera Pasando Av. San Jerónimo donde se entrona con la Vialidad Elevada Luis Cabrera para posteriormente unirse con el Anillo Periférico en sentido norte y con la Autopista Urbana Sur en sentido Sur.
La vialidad cuenta con accesos en las avenidas Centenario, Calzada de Las Águilas, Las Torres y Luis Cabrera.

## Transporte
Dos rutas de la Red de Transporte de Pasajeros ocupan la Supervía Poniente como parte de su trayecto, por un lado, la ruta 34-B que une el Centro Comercial Santa Fe con la estación de metro Miguel Ángel de Quevedo, mientras que la ruta 300-B une la Universidad Autónoma Metropolitana unidad Cuajimalpa con la zona de Coapa al sur de la ciudad.
Anteriormente, existió un servicio denominado EcoBus que fue presentado por el Jefe de Gobierno Marcelo Ebrard el día 23 de julio de 2012. Ebrard planteó la creación de una segunda línea que iría de San Jerónimo a Santa Fe, sin embargo, este proyecto no se concretó y se incorporaron dos rutas de la RTP. 
Estos servicios de transporte público no pagan peaje para utilizar la autopista urbana con el fin de privilegiar el transporte público y hacerlo más barato.

## Problemas
Desde la presentación del proyecto este ha tenido una disputa entre los que quieren que se realice la obra, que deberá beneficiar a la población que vive y trabaja en esa zona y los que no la han aceptado. Este descontento se debe a que, según quienes no la aceptan, en muchos casos es una obra que solo beneficiará a los que trabajan en la zona de corporativos en Santa Fe y no beneficiará a los habitantes de la zona. [cita requerida]
También existen quejas porque la traza de la obra necesitó de la compra, y en algunos casos, de la expropiación de predios de la colonia La Malinche para poder construir el tramo subterráneo. [cita requerida] Estos desalojos en algunos casos han sido violentos, tanto por el abuso de poder de las autoridades como por la negación de los vecinos a abandonar sus viviendas, así como la inseguridad que ha creado la demolición de los predios en una zona conflictiva de la ciudad.
Otro problema fue porque la obra al atraviesa varias reservas ecológicas, con lo que requirió la tala de varias especies vegetales en esas reservas y parques, lo que causó molestia entre vecinos y autoridades ambientales, que no ven con buenos ojos este tipo de acciones.
Debido a estos problemas, varios grupos han interpuesto demandas al actual Gobierno del Distrito Federal ante instancias correspondientes, aumentando el descontento por la no cancelación de la obra.

## Críticas
Desde su funcionamiento, la Supervía Poniente ha sido objeto de críticas debido a su precio excesivo. En un estudio comparativo, la Supervía tiene un costo de 16.31 pesos por kilómetro.